# Bundahishn
Le Bundahishn (en avestique : Bun-dahišnīh, "Première Création"), est le nom traditionnellement donné à des textes cosmogoniques du zoroastrisme dans l'écriture pehlevi. Le nom original de ces textes n'est pas connu. Sa dernière rédaction date de la fin du IXe siècle.
Bien que le Bundahishn s'inspire de l'Avesta et développe des idées auxquelles il est fait allusion dans ces textes, il n'est pas lui-même un texte sacré. Son contenu fait néanmoins écho aux textes zoroastrien, qui, eux-mêmes, ressemblent à la fois aux premiers textes zoroastriens, ainsi qu'aux textes antérieurs.
Parfois, le texte fait allusion aux affirmations de l'islam persan de l'après-VIIe siècle.  Par exemple, l'affirmation que la Lune est plus éloignée de la Terre que les étoiles. Même si la science avait alors déterminé le contraire.

## Structure
Ce texte en moyen perse très célèbre, en dépit de son titre évoquant le moment de la création, ne se limite pas à un récit de celle-ci. Il apparait en réalité comme une sorte de condensé de la tradition zoroastrienne ancienne et traite de sujets aussi divers, outre la création, que le cycle religieux de l'année zoroastrienne ou encore la rénovation finale du monde. Il a été préservé dans deux recensions respectivement connues sous le nom de Bundahišn indien et de grand Bundahišn iranien.

### Texte
- Bundahishn, éd. E. T. D. Anklesaria, The Bûndahishn, Bombay, 1908.
- trad. Anquetil-Duperron, Zend-Avesta, 1771.
- trad. en anglais du Bundahishn indien : W. E. West, The Bundahish, apud Pahlavi Texts, Sacred Books of the East, t. V, Oxford, 1897, rééd. Delhi 1965.
- trad. en anglais du Bundahishn iranien : Zan-Akash. Iranian or Greater Bundahishn. Transliteration and translation in english Behramgore Tehmuras Anklesaria, Bombay, 1956 . Trad. partielle : H. W. Bailey, Zoroastrian Problems in the Ninth-Century Books, Oxford, 1943, rééd. 1971.

### Études
- R. C. Zaehner, Zurvan. A Zoroastrian Dilemma, Oxford, 1955, p. 276-321, 321-336, 335-359.
- Marijan Molé, Culte, Mythe et Cosmologie dans l’Iran ancien, PUF, 1963.
- D. N. MacKenzie, "Zoroastrian Astrology in the Bundahišn", BSOAS, vol. 27, 1964, p. 511-29 (chap. V).
- M. Hale, « Pahlavi », in: The Ancient Languages of Asia and the Americas, Cambridge University Press, 2008,  (ISBN 0521684943), p. 123.